# Перлман, Лу
Луис Джей Перлман (англ. Louis Jay Pearlman, 19 июня 1954, Флашинг, Нью-Йорк, США — 19 августа 2016, Майами, Флорида, США) — американский музыкальный продюсер, создатель таких популярных групп, как Backstreet Boys и NSYNC. В 2006 году он был обвинён в том, что руководил одной из самых крупных финансовых пирамид в истории США, оставив более 300 миллионов долларов долга. После задержания он признал себя виновным в сговоре, отмывании денег и даче ложных показаний во время процедуры банкротства. В 2008 году Перлман был осуждён и приговорён к 25 годам тюремного заключения.

## Юность
Лу Перлман родился во Флашинге, районе Нью-Йорка, единственным ребёнком в семье американцев еврейского происхождения, Хая Перлмана, заведующего химчисткой, и Рини Перлман, работницы школьной столовой. Его двоюродным братом является музыкант, Арт Гарфанкел. Дом Перлмана в Mitchell Gardens Apartments располагался напротив аэропорта Флашинга, где они с другом детства, Аланом Гроссом, наблюдали за взлётом и посадкой дирижаблей. Согласно его автобиографии, Bands, Brands, & Billions, именно в этот период он использовал своё положение в школьной газете, чтобы заработать верительные грамоты и получить свою первую поездку на дирижабле. Это оспаривается Гроссом, который утверждает, что он был школьным репортёром и позволил Перлману сопровождать его.
Слава и богатство Гарфанкела пробудили в Перлмане интерес к музыкальному бизнесу. Будучи подростком, он руководил одной музыкальной группой, но когда успех в музыке оказался мимолётным, он обратил своё внимание на авиацию. В первый год учёбы в колледже Квинс Перлман написал бизнес-план для классного проекта, основанного на идее службы вертолётного такси в Нью-Йорке. К концу 1970-х годов он запустил бизнес, основанный на его бизнес-плане, начав с одного вертолёта. Он убедил немецкого бизнесмена, Теодора Вюленкемпера, обучить его работе на дирижаблях и впоследствии провёл некоторое время на предприятиях Вюленкемпера в Западной Германии, изучая дирижабли.

## Подозрения в страховом мошенничестве
Возвратившись в США, Перлман создаёт компанию Airship Enterprises Ltd, которая сдавала в аренду дирижабль компании Jordache. На деньги, полученные от Jordache, Перлман построил дирижабль, который тут же разбился. Обе стороны подали друг на друга в суд, и семь лет спустя Перлману присудили 2,5 миллиона долларов в качестве компенсации ущерба. По совету друга Перлман основал новую компанию Airship International, сделав её публичной, чтобы собрать 3 миллиона долларов, необходимых ему для покупки дирижабля, ложно утверждая, что у него есть партнёрство с Вюленкемпером. Он сдал дирижабль в аренду компании McDonald's для рекламы.
Затем Перлман перевёл Airship International в Орландо, штат Флорида, в июле 1991 года, где он подписал контракт с MetLife и SeaWorld в качестве клиентов для своих дирижаблей. Airship International пострадала, когда один из её клиентов ушёл, и три самолёта разбились. Акции компании, которые когда-то стоили 6 долларов за каждую, упали до трёх центов за акцию, и компания была закрыта.

## Карьера в музыкальной индустрии
Перлман был поражён успехом группы New Kids on the Block, участники которой заработали сотни миллионов долларов на записи, гастролях и продаже товаров. Он основал звукозаписывающую компанию Trans Continental Records с намерением перенять их успех. Первая группа звукозаписывающего лейбла, The Backstreet Boys, состояла из пяти неизвестных исполнителей, отобранных Перлманом в ходе поиска талантов. Управленческие обязанности были возложены на бывшего менеджера группы New Kids On The Block, Джонни Райта и его жену Донну. Со временем группа The Backstreet Boys стала самой продаваемой в истории бизнеса, с рекордными продажами в 130 миллионов долларов, став золотой, платиновой и бриллиантовой в 45 странах. Затем Перлман и Райты повторили эту формулу с группой ’N Sync, которая продала более 70 миллионов записей по всему миру.
После такого успеха Перлман стал музыкальным магнатом. Другими проектами Перлмана были: группа O-Town (созданная во время реалити–шоу Making the Band), LFO, Take 5, Natural и US5, а также девичья группа Innosense (с Бритни Спирс в качестве временного участника). Среди других артистов лейбла Trans Continental были Аарон Картер, Джордан Найт, Smilez & Southstar и C-Note. Перлман также владел большим развлекательным комплексом в Орландо, в том числе студией звукозаписи, которую он называл Trans Continental Studios, и танцевальной студией рядом с Диснейуорлд под названием O-Town. В 2002 году Перлман и Уэс Смит написали в соавторстве книгу Bands, Brands and Billions: My Top 10 Rules for Making Any Business Go Platinum.

## Судебные иски
За исключением US5, все музыкальные группы, которые работали с Перлманом, подали на него в федеральный суд за искажение имиджа и мошенничество. Все дела против Перлмана были либо выиграны теми, кто подал на него в суд, либо урегулированы во внесудебном порядке.
Участники Backstreet Boys первыми подали иск против Перлмана, посчитав, что их контракт, согласно которому Перлман зарабатывал как менеджер и продюсер, был несправедливым, потому что ему также платили как шестому члену Backstreet Boys, то есть одну шестую часть дохода группы. Недовольство началось, когда Брайан Литтрелл нанял адвоката, чтобы выяснить, почему группа получила только 300 тысяч долларов за всю свою работу, в то время как Перлман и его лейбл заработали миллионы. У группы ’N Sync были похожие проблемы с Перлманом и они последовали примеру Backstreet Boys.
В возрасте 14 лет Аарон Картер подал иск в 2002 году, в котором обвинил Перлмана и Trans Continental в мошенничестве с сотнями тысяч долларов и в преднамеренной преступной деятельности. Позже этот иск был урегулирован во внесудебном порядке.

## Финансовая пирамида
В 2006 году следователи обнаружили, что Перлман создал финансовую пирамиду, которая обманула инвесторов на сумму более 300 миллионов долларов. На протяжении более чем 20 лет Перлман привлекал частных лиц и банки к инвестированию в компанию Trans Continental Airlines Travel Services Inc. и Trans Continental Airlines Inc. и та и другая компания существовали только на бумаге. Перлман использовал фальшивые документы Federal Deposit Insurance Corporation, AIG и Lloyd's of London, чтобы завоевать доверие инвесторов к своей программе под названием Employee Investment Savings Account, а также использовал поддельные финансовые отчёты, созданные фиктивной бухгалтерской фирмой Cohen and Siegel для обеспечения банковских кредитов.

### Расследование
В феврале 2007 года флоридские регуляторы объявили, что Trans Continental Savings Program действительно являлась массовым мошенничеством, и государство завладело компанией. Большая часть по меньшей мере 95 миллионов долларов, собранных с инвесторов, исчезла. Окружной судья округа Ориндж, Рене Рош, приказал Перлману и двум его помощникам, Роберту Фишетти и Майклу Круделлу, вернуть в США любые активы, вывезенные за границу в результате незаконных сделок.
После бегства от официальных лиц, в ходе которого Перлман, как сообщается, был замечен в Израиле и Германии, Перлман был арестован в Индонезии 14 июня 2007 года после того, как его узнала пара туристов из Германии. Он жил в туристическом отеле в Нуса-Дуа на Бали. Перлмана видели в Орландо в конце января 2007 года, в начале февраля в Германии, в том числе на немецком телевидении 1 февраля. Сообщается, что его видели в России, Белоруссии, Израиле, Испании, Панаме и Бразилии. В начале февраля адвокат из Флориды получил письмо от Перлмана, присланное с острова Бали. 27 июня 2007 года федеральное Большое жюри предъявило Перлману обвинение по трём пунктам обвинения в банковском мошенничестве, почтовом мошенничестве и мошенничестве с телеграфом.
За пять дней до вынесения приговора Перлман попросил предоставлять ему телефон и подключение к сети интернет два дня в неделю, чтобы он мог продолжать продвигать группы. Окружной судья США, Кендалл Шарп, отклонил эту просьбу. 21 мая 2008 года Шарп приговорил Перлмана к 25 годам тюремного заключения по обвинению в сговоре, отмывании денег и даче ложных показаний во время процедуры банкротства. Перлман мог сократить свой тюремный срок на один месяц за каждый миллион долларов, который он помогал вернуть конкурсному управляющему. Он также распорядился, чтобы индивидуальные инвесторы платили при распределении любых возможных активов.
В марте 2007 года Перлман и его компании были вынуждены признать себя банкротами. Попечители и кредиторы выставили на аукцион активы и личные вещи Перлмана через сайт eBay и традиционный аукцион банкротства. Станция Чёрч-Стрит, историческая железнодорожная станция в центре Орландо, которую Перлман приобрёл в 2002 году, была продана на аукционе банкротства в апреле 2007 года за 34 миллиона долларов. Некоторые вещи Перлмана, включая его дипломы о высшем образовании, были приобретены журналистом и кинокритиком The A.V. Club,  Натаном Рабином, на аукционе eBay.

## Обвинения в домогательствах
В 2009 году в интервью Говарду Стерну Рич Кронин, бывший солист группы LFO, признался, что получил только часть денег, причитающихся ему от продаж пластинок, а так же утверждал, что Перлман приставал ко всем участникам группы и пытался соблазнить его несколько раз. Кронин также утверждал, что за теми, кто оказывал услугу Перлману, присматривали.
Другой участник группы LFO, Брэд Фишетти, который продолжал называть Лу Перлмана своим другом, выразил печаль в связи с известием о его аресте, заключении в тюрьму и смерти. На вопрос были ли эти обвинения правдой, Ник Картер, ответил отрицательно и намекнул, что злость на Перлмана может стать мотивирующим фактором для сексуальных сплетен. Бывший член группы ’N Sync, Лэнс Басс, заявил, что Перлман никогда не вёл себя с ними неподобающим образом.

## Смерть
В 2008 году Перлман начал своё тюремное заключение с предполагаемой датой освобождения 24 марта 2029 года. Однако в 2010 году он перенёс инсульт, находясь в заключении. У него была диагностирована инфекция межжелудочковой перегородки сердечного клапана. За несколько недель до смерти Перлман перенёс операцию по замене сердечного клапана. Из тюрьмы его отвезли в больницу, где ему была назначена ещё одна операция. В конечном счёте Перлман умер, всё ещё находясь под стражей в федеральном исправительном учреждении в Майами, штат Флорида, 19 августа 2016 года от остановки сердца. Он был похоронен через десять дней, 29 августа 2016 года, в семейном захоронении. Ему было 62 года.